# Édouard de Pomiane

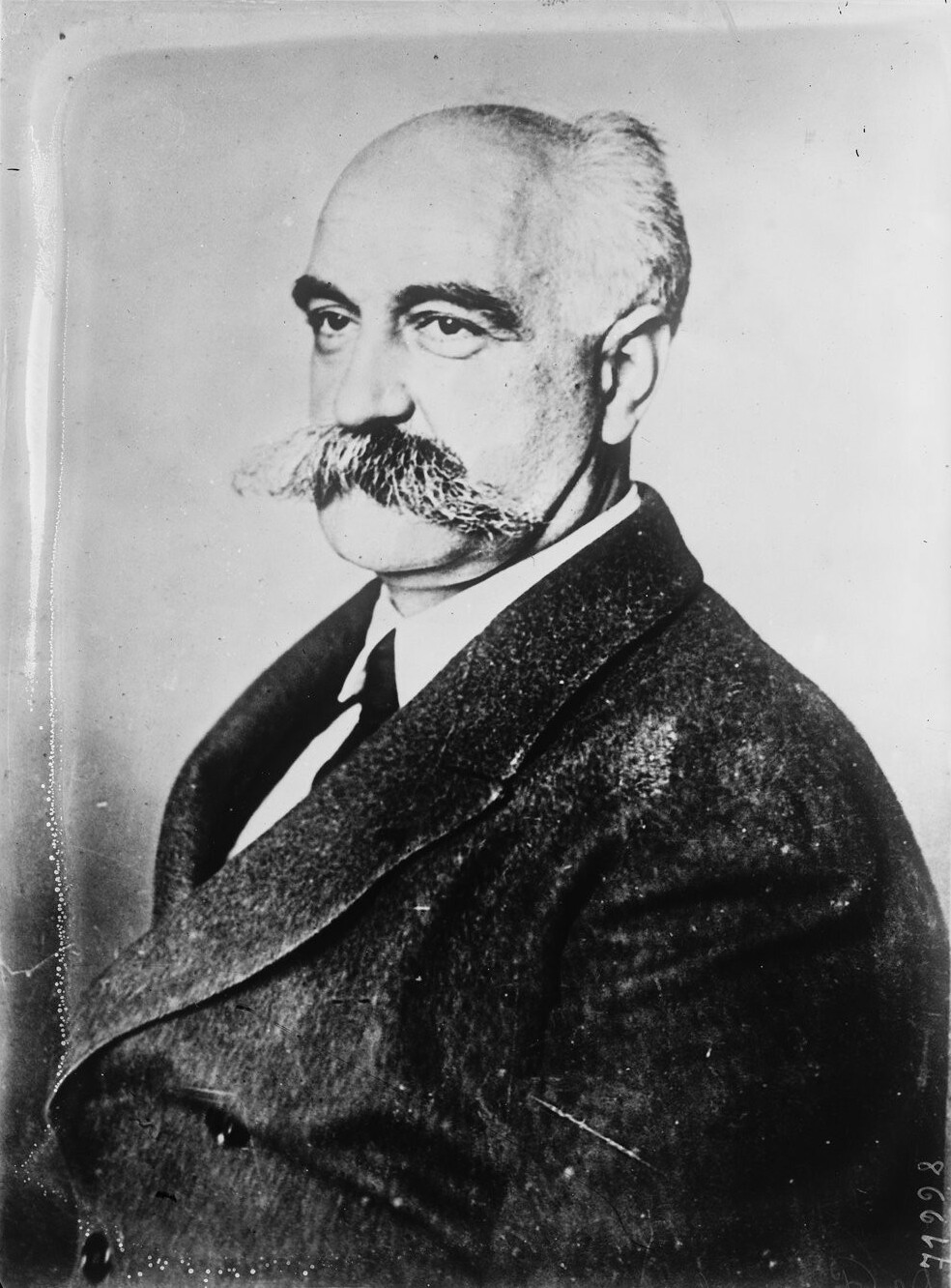
Édouard de Pomiane (1922)

Édouard Alexandre de Pomiane (eigentlich Édouard Alexandre Pozerski, polnisch Edward Aleksander Pożerski, * 20. April 1875 in Paris; † 26. Januar 1964 in Paris) war ein französischer Arzt, Biologe, Ernährungsphysiologe, Kochlehrer und Kochbuchautor. Er war von 1901 bis 1943 am Institut Pasteur in Paris tätig und veröffentlichte zahlreiche wissenschaftliche Werke und Kochbücher. Für seinen Ansatz der Wissenschaft der Kochkunst hat er die Bezeichnung Gastrotechnie (englisch Gastrotechnology) geschaffen, die sich jedoch nicht durchgesetzt hat.

## Leben und Wirken
Édouard de Pomiane wurde in Paris als Sohn polnischer Eltern geboren, die nach dem Aufstand in Polen von 1863 nach Frankreich geflohen waren. De Pomiane verwendete seinen polnischen Namen Pozerski für seine wissenschaftlichen Publikationen, während er seine Kochbücher unter dem französisierten Namen de Pomiane veröffentlichte, unter welchem er international bekannt geworden ist.
De Pomiane besuchte in Paris die polnische Schule und das Lycée Condorcet, das er 1894 mit dem Baccalauréat abschloss. Von 1894 bis 1896 studierte er an der Naturwissenschaftlichen Fakultät der Sorbonne, erwarb 1896 ein Lizenziat und arbeitete danach als wissenschaftlicher Assistent. Von 1897 bis 1902 studierte er an der Medizinischen Fakultät in Paris.
Im Jahr 1901 trat er ins Institut Pasteur ein, wo er bis 1943 tätig war. 1902 doktorierte er in Medizin, 1908 in Biologie. Im Ersten Weltkrieg war er von 1914 bis 1918 als Arzt an der Front. Von 1919 bis 1943 war er Chef der „Laboratoires de physiologie alimentaire“ (Laboratorien für Ernährungsphysiologie), ab 1921 Professor am „Institut scientifique d'hygiène alimentaire“ (Institut für Lebensmittelhygiene), 1922 wurde er zudem Lehrer für höhere Kochausbildung. Ab 1923 war er in einer wöchentlichen Sendung auf Radio-Paris zu hören. Während des Zweiten Weltkriegs waren seine Rezepte ganz darauf ausgerichtet, die Lebensmittelrationierung erträglicher zu machen. Er veröffentlichte mehr als ein Dutzend Bücher und zahlreiche Artikel.
Mehrere seiner Kochbücher wurden wiederholt aufgelegt, einige ins Deutsche und Englische übersetzt und haben ihn international bekannt gemacht. Sein bekanntestes Kochbuch „La cuisine en dix minutes, ou l'Adaptation au rhythme moderne“, das 1931 erstmals erschien, wurde in mehreren Sprachen wiederholt aufgelegt und erfreut sich besonders im englischsprachigen Raum großer Beliebtheit. Die englische Zeitung Observer setzte das Buch 2010 auf Platz 41 der besten Kochbücher aller Zeiten.
In seinen Kochbüchern wendet de Pomiane sich oft direkt an den Leser und erklärt ihm, was er beim Kochen sieht und riecht, manchmal erläutert er zudem die chemischen Prozesse. Er vertritt eine einfache, moderne Küche, die auch auf Fertigprodukte zurückgreift. Seine Rezepte sind einer französischen Küche verpflichtet, die sich jedoch von der als zu üppig kritisierten klassischen französischen Küche unterscheidet. De Pomiane wurde deshalb auch als Vorläufer der Nouvelle Cuisine bezeichnet. Neben den französischen Rezepten enthalten seine Kochbücher auch zahlreiche Rezepte aus anderen Ländern, die er bereist hatte. Besondere Bedeutung kommt seinem 1929 nach einer Reise durch die polnische Heimat seiner Familie veröffentlichten Buch „Cuisine juive. Ghettos modernes“ zu, das, teils Reisebericht, teils Kochbuch, die Essgewohnheiten und Bräuche der polnischen Juden kurz vor ihrer Vernichtung während der deutschen Besatzung im Zweiten Weltkrieg beschreibt.

## Publikationen (Auswahl)
- Édouard Pozerski: De l'action favorisante du suc intestinal sur le pouvoir amylolytique du suc pancréatique et de la salive. Thèse: Médecine. Paris 1902
- Édouard Pozerski: Contribution à l'étude physiologique de la papaïne; étude d'un phénomène de digestion brusque, immunisation des animaux. Thèse de doctorat: Sciences naturelles: Faculté des sciences de Paris. De Charaire, Sceaux 1908
- Édouard Pozerski: Hygiène alimentaire. Collection d'hygiène pratique et familiale. Delagrave, Paris 1922
- Édouard de Pomiane: Bien manger pour bien vivre, essai de gastronomie théorique. Préface par Ali-Bab. A. Michel, Paris 1922
- Édouard de Pomiane: Cuisine juive. Ghettos modernes. A. Michel, Paris 1929. In englischer Übersetzung: The Jews of Poland. Recollections and recipes. Übersetzt von Josephine Bacon. Pholiota Press, Garden Grove, Calif 1985 ISBN 0-910231-03-6
- Édouard de Pomiane: La Cuisine pour la femme du monde. Dix conférences faites à l'hôtel des Sociétés savantes, sous les auspices de la Société du gaz de Paris. Société du gaz, Paris 1933
- Édouard de Pomiane: 365 menus, 365 recettes. Précédés d'une étude sur le régime alimentaire de chacun. A. Michel, Paris 1938. Illustrierte Neuausgabe: 365 menus, 365 recettes. Roman de bonne cuisine. Illustriert von Jean-Pierre Évrard. Éditions Princesse, Paris 1979 ISBN 2-85961-053-7
- Édouard de Pomiane: Le Carnet d'Anna. Laboratories Zizine, 1938. Neuausgabe: Calmann-Lévy, Paris 1978 ISBN 2-7021-0281-6
- Edouard de Pomiane: Cuisine et restrictions. Corrêa, Paris 1940
- Edouard de Pomiane: Recettes nouvelles pour le printemps. Fortsetzung von Cuisine et restrictions. Corrêa, Paris 1941
- Édouard de Pomiane: Conserves familiales et microbie alimentaire.  A. Michel, Paris, 1943
- Édouard de Pomiane: La Cuisine pour les estomacs délicats. Éditions de la revue „Cuisine et vins de France“, Paris 1949
- Édouard de Pomiane: La Physique de la cuisine et son art, 700 plats de base, très simples. A. Michel, Paris 1950
- Édouard de Pomiane: La Vieille Pologne. La Cuisine polonaise vue des bords de la Seine. Illustriert von Stanislas Grabowski, Zygmunt Olesiewicz und Konstanty Brandel. Société polonaise des amis du livre, Paris 1952
- Édouard de Pomiane: Des Honnestes voluptés de bouche et d'amour. SEGEP, Paris 1955

Kochbücher mit Übersetzungen
- Édouard de Pomiane: Le Code de la bonne chère. Sept cents recettes simples publiées sous les auspices de la Société scientifique d'hygiène alimentaire. A. Michel, Paris 1924. Als Taschenbuch: Le Livre de Poche, Paris 1976 ISBN 2-253-01434-6
  - Good fare, a code of cookery. Übersetzt ins Englische von Blanche Bowes.  G. Howe Ltd., London 1932

- Édouard de Pomiane: La Cuisine en dix minutes, ou l'Adaptation au rythme moderne. Paul-Martial, Paris 1931. Neuauflagen: Calmann-Lévy, Paris 1969; Le Livre de Poche, Paris 1972
  - Kochen in zehn Minuten oder die Anpassung an den Rhythmus unserer Zeit. Übersetzt von Margaretha von Reischach-Scheffel. Mit 16 Zeichn. von Henri de Toulouse-Lautrec. B. Cassirer, Berlin 1935. Neuauflage: Hahn, Berlin 1976 ISBN 3-87287-052-1
  - Cooking in ten minutes, or The adaptation to the rhythm of our time. Übersetzt ins Englische von Peggie Benton. Mit 19 Holzschnitten nach Zeichnungen von Henri de Toulouse-Lautrec. B. Cassirer, Oxford 1948. Neuauflagen: Faber, London 1967; Faber and Faber, London 1985 ISBN 0-571-13599-4
  - French cooking in ten minutes, or, Adapting to the rhythm of modern life. Übersetzt ins Englische von Philip und Mary Hyman. Farrar, Straus and Giroux, New York 1977 ISBN 0-374-15850-9. Neuauflagen: McGraw-Hill, New York 1978. ISBN 0-07-016490-8; North Point Press, New York 1994 ISBN 0-86547-480-X

- Édouard de Pomiane: La Cuisine en plein air. Paul Martial, Paris 1935
  - Kochen im Freien. Mit 11 Zeichnungen von Hans Meid. Julius Kittls Verlag für Literatur und Kunst, Zürich 1938. Neuauflage: Herbig, Berlin und Atrium Zürich 1952

- Édouard de Pomiane: Radio-cuisine. Chroniques gastronomiques diffusées par T. S. F. 1re série. A. Michel, Paris 1933,  deuxième série 1936, Radio-cuisine. Conférences gastronomiques. Chroniques gastronomiques diffusées par T.S.F. 2 Bände. A. Michel, Paris 1949,
  - Die fröhliche Kunst des Kochens. Übersetzt von Margarete Freifrau von Reischach-Scheffel. Mit 35 Zeichnungen von H. Rey. B. Cassirer, Berlin 1936. Neuauflage: Herbig, Berlin 1955

Sammelbände
- Peggie Benton: Cooking with Pomiane. Artikel, Vorträge, Rezepte. Herausgegeben und übersetzt von Peggie Benton. Mit 4 Illustrationen. Roy Publishers, New York 1963. Neuausgaben: Faber und Faber 1976 ISBN 0-85181-041-1; North Point Press, New York 1994 ISBN 0-86547-481-8; Modern Library paperback ed., New York 2001 ISBN 0-375-75713-9; Serif, 2009 ISBN 1-897959-64-8 Erstes Kapitel (englisch)
- Ginette Mathiot: À table avec Édouard de Pomiane. A. Michel, Paris 1975, mit Bibliographie ISBN 2-226-00224-3 (französisch)